# Шалабаева, Гульмира Кенжеболатовна
Гульмира Кенжеболатовна Шалабаева (31 августа 1956, Алма-Ата, Казахская ССР) — казахский музейный работник, доктор филологических наук (1997), доктор философских наук, профессор. Заслуженный деятель Республики Казахстан. Лауреат Государственной премии им. Ч. Валиханова (2001).
Директор Государственного музея искусств Казахстана имени А. Кастеева (с 2014 года по март 2022 года).

## Биография
Родилась 31 августа 1956 года в г. Алматы.
В 1978 году окончила филологический факультет Казахского государственного университета им. Кирова по специальности «журналистика».
В 1986 году окончила аспирантуру Института литературы и искусства при Национальной Академии Наук Казахстана.
В 1997 году защитила ученое звание доктора философских наук, тема диссертации: «Духовная культура казахского народа и проблемы становления национального самосознания (социально-философский анализ)».
С 1999 года член-корреспондент Академии социальных наук Республики Казахстан.
В 2022 году, во время протестов в Казахстане, неизвестные в ночь на 10 января совершили нападение на Государственный музей искусств Казахстана, пытаясь проникнуть в залы, чтобы украсть экспонаты — древнее оружие гуннов и сакских воинов. Гульмира Шалабаева убедила мародёров не трогать экспонаты, так как они «являются общим достоянием».

## Трудовая деятельность
С 1978 по 1983 год — Старший редактор Госкино Казахской ССР.
С 1986 по 1991 год — Старший научный сотрудник НИИ педагогических наук.
С 1991 по 1993 год — Ведущий специалист Государственного комитета Республики Казахстан по делам молодежи.
С 1993 по 1997 год — Старший преподаватель Алматинского государственного университета имени Абая.
С 1997 года — Ведущий научный сотрудник Института философии и политологии Министерства образования и науки Республики Казахстан, главный научный сотрудник Института философии Академии наук Казахстана.
С 1998 по 2014 год — Директор художественной галереи «ОЮ».
С ноября 2014 года по март 2022 года — Директор Государственного музея искусств Казахстана имени А. Кастеева.

## Награды и звания
- Указом Президента Республики Казахстан награждена почетным званием «Заслуженный деятель Республики Казахстан» (каз. Қазақстан Республикасының Еңбек сіңірген қайраткері)
- 2001 — Лауреат государственной премии им. Ч. Валиханова в области общественно-гуманитарных наук за монографию «Постижение культуры»
- Награждена медалью Федерации профсоюзов Республики Казахстан «Знак Почета»
- Награждена личным благодарственным письмом Президента Республики Казахстан
- кандидат филологических наук
- доктор филологических наук (1997)
- профессор (2004)
- Государственные юбилейные медали
- 2001 — Медаль «10 лет независимости Республики Казахстан»
- 2011 — Медаль «20 лет независимости Республики Казахстан»
- 2015 — Медаль «20 лет Конституции Республики Казахстан»
- 2016 — Медаль «25 лет независимости Республики Казахстан»

## Научные, литературные труды
Книги: «Этнос. Культура. Самосознание» (1995), «Постижение культуры: мировоззренческие парадигмы и исторические реалии Казахстана» (2001), «Казахстан: эволюция культурной политики» (2002), «Евгений Сидоркин. Онтология художественного метода» (2005).
Автор более 50 научных публикаций.
Художественные альбомы: «Гульфайруз Исмаилова. Живопись и театрально-декорационное искусство» (2000), «Изобразительное искусство Казахстана на рубеже веков» (2000) и др.